# Дюрант, Уильям Крапо
Уильям Крапо Дюрант (англ. William Crapo Durant; 8 декабря 1861 — 18 марта 1947) — американский предприниматель, основавший автомобильные компании General Motors и Chevrolet.

## Биография
Дед Дюранта, Генри Крапо, был губернатором штата Мичиган. Уильям бросил школу, чтобы работать на лесопилке деда, затем торговал сигарами, а в 1886 году вместе с Джозайей Дортом создал торгующую повозками компанию Flint Road Cart Company, базирующийся в городе Флинт в Мичигане. За 15 лет компания превратилась в одного из крупнейших в мире производителей повозок, а стартовый капитал в 2000 долларов вырос в бизнес ценой 2 миллиона. К 1900 году некоторое распространение в США получили самодвижущиеся экипажи, однако цена на них была высокой, а их качество низким. Дюрант поначалу считал автомобили шумными и опасными и не разрешил дочери прокатиться на одном из них.
В 1904 году Дюрант, проехавшись на автомобиле Buick по улицам Флинта, принял предложение владельца компании и стал его управляющим. Ему предстояло строить автомобильную промышленность практически с нуля. Дюрант начал с автомобильной выставке в Нью-Йорке, после которой он получил заказ на 1108 автомобилей, при том, что до этого момента было создано лишь 37 машин этой марки. В 1908 году автомобили Дюранта были самыми продаваемыми. У Дюранта и его главного конкурента Генри Форда были принципиально разные взгляды на ведение бизнеса. Форд делал ставку на одну доступную по цене модель автомобиля, Ford Model T. В то время как Дюрант по своему богатому опыту торговли повозками считал, что лучше предлагать покупателям несколько моделей в зависимости от их дохода и вкуса.
16 сентября 1908 года Дюрант основал корпорацию General Motors, которая объединила 13 производителей автомобилей, таких как Buick, Oldsmobile, Cadillac, Oakland, Elmore и других, и ещё 10 производителей запчастей и аксессуаров. Однако к 1911 году General Motors несла убытки, проигрывая конкуренцию компании Форда. Группа бостонских акционеров возложила вину на Дюранта и отстранила его от руководства.
3 ноября 1911 года Дюрант вместе с автогонщиком Луи Шевроле основал новую автомобильную компанию Chevrolet, которая благодаря новым экономичным автомобилям сумела захватить большую часть авторынка. В 1915 году Дюрант выкупил долю своего партнёра, а через год продал часть акций Chevrolet и купил акции General Motors, тем самым вернув себе должность управляющего корпорации.
После возвращения в General Motors Дюрант потерял интерес к автомобильному бизнесу и увлёкся игрой на Уолл-стрит. В 1920 году совет директоров General Motors добился отставки Дюранта с должности управляющего, выкупив его долю акций. В 1921 году он основал автомобильную компанию Durant Motors, которая не имела значительного успеха и закрылась через 10 лет.
В 1936 году, во время Великой депрессии, Дюрант обанкротился. Он умер в 1947 году.